# Теорія потенціалу
Теорія потенціалу — розділ математики і математичної фізики, присвячений вивченню властивостей диференціальних рівнянь в частинних похідних в областях з досить гладкою границею за допомогою введення спеціальних видів інтегралів, залежних від певних параметрів, які називаються потенціалами.
Абстрактна теорія потенціалу — узагальнення теорії потенціалу на абстрактні топологічні простори; як основа абстрактної теорії використовується поняття гармонійного простору — довільного топологічного простору, забезпеченого пучком неперервних дійснозначних функцій, що мають (зафіксовані аксіоматично) властивості, характерні для гармонічних функцій.

## Історія
Спочатку була створена як частина небесної механіки, що вивчає властивості сил тяжіння, що діють відповідно до закону всесвітнього тяжіння. Основний внесок у створення і початковий розвиток теорії внесли Ньютон, Лагранж, Лежандр, Лаплас. Зокрема, Лагранж показав, що поле сил тяжіння є потенційним.
Починаючи з Гауса метод потенціалів почав застосовуватися також для задач електростатики і магнетизму, як потенціалу стали розглядатися «маси» (заряди, намагніченість) довільного знака. В рамках розвитку теорії в XIX столітті виділилися основні крайові задачі: задача Діріхле, задача Неймана, задача Робена, задача про вимітання мас. Значний внесок у вивчення основних крайових задач наприкінці XIX століття внесли Ляпунов і Стеклов.
Результати теорії істотно узагальнені на початку XX століття з використанням апарату теорії міри і узагальнених функцій. Згодом в теорії потенціалів задіяні аналітичні, гармонічні і субгармонічні функції, інструментарій теорії ймовірностей.
У 1950-ті роки на основі методів топології і функціонального аналізу розроблена аксіоматична абстрактна теорія потенціалів.

## Основні види потенціалів
Нехай S — гладка замкнута поверхня, тобто (n-1)-вимірний гладкий многовид без краю, в n-вимірному евклідовому просторі {\displaystyle \mathbb {R} ^{n},\;n\geqslant 2,} який обмежує скінченна область {\displaystyle G=G^{+}}, {\displaystyle \partial G=S}, і нехай  {\displaystyle G^{-}=\mathbb {R} ^{n}\setminus (G^{+}\cup S)} — зовнішня нескінченна область. Позначимо:
{\displaystyle E(x,y)=E(|x-y|)={\begin{cases}{\frac {1}{\omega _{n}(n-2)}}{\frac {1}{|x-y|^{n-2}}},&n\geqslant 3\\{\frac {1}{2\pi }}\ln {\frac {1}{|x-y|}},&n=2\end{cases}}}
головний фундаментальний розв'язок рівняння Лапласа в  {\displaystyle \mathbb {R} ^{n},} де {\displaystyle |x-y|} — відстань між точками евклідового простору, {\displaystyle \omega _{n}=2\pi ^{n/2}\Gamma (n/2)} — площа одиничної сфери в {\displaystyle \mathbb {R} ^{n},} {\displaystyle \Gamma } — гамма-функція.
Три інтеграли, що залежать від параметра x:
{\displaystyle Z(x)=\int \limits _{G}\rho (y)E(x,y)dy,}
{\displaystyle V(x)=\int \limits _{S}\mu (y)E(x,y)dS(y),}
{\displaystyle W(x)=\int \limits _{S}\nu (y){\partial  \over \partial n_{y}}E(x,y)dS(y).}
де {\displaystyle n_{y}} — напрямок зовнішньої щодо {\displaystyle G^{+}} нормалі до S в точці y, називаються відповідно об'ємним потенціалом, потенціалом простого шару і потенціалом подвійного шару. Функції {\displaystyle \rho (y),\mu (y),\nu (y)} називаються щільностями відповідних потенціалів. Вони вважатимуться абсолютно інтегровними на відповідних областях.
При n = 3 (а іноді і при вищих значеннях)  ці потенціали називаються ньютонівськими потенціалами, при n = 2 — логарифмічними потенціалами.

## Властивості

### Об'ємний потенціал
Нехай {\displaystyle \rho (x)} належить класу {\displaystyle C^{1}(G\cup S)}. Тоді об'ємний потенціал і його похідні 1-го порядку неперервні усюди в {\displaystyle \mathbb {R} ^{n},} і їх можна обчислити за допомогою диференціювання під знаком інтеграла, тобто {\displaystyle Z\in C^{1}(\mathbb {R} ^{n}).} Окрім того, виконується рівність:
{\displaystyle \lim _{|x|\to \infty }\left({\frac {Z(x)}{E(x,0)}}\right)=\int _{G}\rho (y)dy.}
Похідні 2-го порядку є неперервними всюди поза S, але при переході через поверхню S вони зазнають розрив, і до того ж в області {\displaystyle G^{+}} задовольняється рівняння Пуассона {\displaystyle \Delta Z=\rho (x),} а в {\displaystyle G^{-}} — рівняння Лапласа {\displaystyle \Delta Z=0.}
Перераховані властивості характеризують об'ємний потенціал.
Якщо {\displaystyle G_{1}} є обмеженою областю в {\displaystyle \mathbb {R} ^{n}} з границею {\displaystyle S_{1}} класу {\displaystyle C^{1},} то справедливою є формула:
{\displaystyle \int \limits _{S_{1}}{\partial Z \over \partial n_{x}}dS_{1}(x)=-\int _{G\cap G_{1}}\rho (y)dy.}

### Потенціал простого шару
Нехай {\displaystyle \mu \in C^{1}(S).} Тоді потенціал простого шару {\displaystyle V(x)} є гармонічною функцією для {\displaystyle x\notin S} і також
{\displaystyle \lim _{|x|\to \infty }\left({\frac {V(x)}{E(x,0)}}\right)=\int _{S}\mu (y)dS(y).}
Зокрема {\displaystyle \lim _{|x|\to \infty }V(x)=0,} при {\displaystyle n\geqslant 3}⁣, але у випадку {\displaystyle n=2} це справедливо тоді й тільки тоді, коли {\displaystyle \int _{S}\mu (y)dS(y)=0.}
Потенціал простого шару є неперервним всюди в {\displaystyle \mathbb {R} ^{n},} також {\displaystyle V(x)} і його дотичні похідні неперервні при переході через поверхню S. Нормальна похідна потенціалу простого шару при переході через поверхню здійснює стрибок:
{\displaystyle \lim _{\stackrel {x'\rightarrow x,}{x'\in G^{+}}}\left({\frac {\partial V(x')}{\partial n_{x}}}\right)=\left({\frac {\partial V}{\partial n_{x}}}\right)(x)+\mu (x)/2,}
{\displaystyle \lim _{\stackrel {x'\rightarrow x,}{x'\in G^{-}}}\left({\frac {\partial V(x')}{\partial n_{x}}}\right)=\left({\frac {\partial V}{\partial n_{x}}}\right)(x)-\mu (x)/2.}
Через {\displaystyle \left({\frac {\partial V}{\partial n_{x}}}\right)} тут позначено так зване пряме значення нормальної похідної потенціалу простого шару, обчислене на поверхні S, тобто
{\displaystyle {\frac {\partial V(x)}{\partial n_{x}}}=\int \limits _{S}\mu (x){\partial  \over \partial n_{y}}E(x,y)dS(y),\;x\in S.}
Визначена таким чином функція є неперервною для {\displaystyle x\in S,} а ядро {\displaystyle {\partial  \over \partial n_{y}}E(x,y)} має слабку особливість на S:
{\displaystyle \left\vert {\partial  \over \partial n_{y}}E(x,y)\right\vert \leqslant {\frac {const}{|x-y|^{n-2}}},\;x,y\in S.}
Перераховані властивості характеризують потенціал простого шару.

### Потенціал подвійного шару
Нехай {\displaystyle \nu \in C^{1}(S).} Тоді потенціал простого шару {\displaystyle W(x)} є гармонічною функцією для {\displaystyle x\notin S} і також
{\displaystyle \lim _{|x|\to \infty }\omega _{n}|x|^{n-1}W(x)=\int _{S}\nu (y)dS(y).}
Потенціал подвійного шару при переході через поверхню S здійснює стрибок:
{\displaystyle \lim _{\stackrel {x'\rightarrow x,}{x'\in G^{+}}}W(x')=W(x)-\nu (x)/2,}
{\displaystyle \lim _{\stackrel {x'\rightarrow x,}{x'\in G^{-}}}W(x')=W(x)+\nu (x)/2.}
Через {\displaystyle W(x)} тут позначено так зване пряме значення потенціалу подвійного шару на поверхні S, тобто
{\displaystyle W(x)=\int \limits _{S}\nu (x){\partial  \over \partial n_{y}}E(x,y)dS(y),\;x\in S.}
Визначена таким чином функція є неперервною для {\displaystyle x\in S,} а ядро {\displaystyle {\partial  \over \partial n_{y}}E(x,y)} має слабку особливість на S:
{\displaystyle \left\vert {\partial  \over \partial n_{y}}E(x,y)\right\vert \leqslant {\frac {const}{|x-y|^{n-2}}},\;x,y\in S.}
Дотичні похідні теж здійснюють стрибок при переході через поверхню S, натомість нормальна похідна є неперервною при переході через поверхню S.
Перераховані властивості характеризують потенціал подвійного шару.
У випадку сталої щільності {\displaystyle \nu =1}, справедливою є формула:
{\displaystyle -\int \limits _{S}{\partial  \over \partial n_{y}}E(x,y)dS(y)={\begin{cases}1,&x\in G^{+}\\{\frac {1}{2}},&x\in S\\0,&x\in G^{-}\end{cases}}.}

## Узагальнення

### Потенціал міри
Нехай {\displaystyle \lambda \geqslant 0} — додатна міра Бореля на просторі {\displaystyle \mathbb {R} ^{n},} з компактним носієм {\displaystyle \operatorname {supp} \lambda .} Потенціал міри визначається як інтеграл:
{\displaystyle E\lambda (x)=\int \limits E(x,y)d\lambda (y).}
Потенціал міри існує всюди в {\displaystyle \mathbb {R} ^{n},} як відображення {\displaystyle E\lambda :\mathbb {R} ^{n}\to [0,\infty ]}при {\displaystyle n\geqslant 3,}  і {\displaystyle E\lambda :\mathbb {R} ^{2}\to (-\infty ,\infty ]} при {\displaystyle n=2} і є супергармонічною функцією всюди в {\displaystyle \mathbb {R} ^{n},} що є  гармонічною поза {\displaystyle \operatorname {supp} \lambda .}
Для міри {\displaystyle \lambda }  довільного знака з компактним носієм, потенціал {\displaystyle E\lambda } визначається, виходячи з канонічного розкладу {\displaystyle \lambda }, у вигляді {\displaystyle \lambda =\lambda ^{+}-\lambda ^{-},\;\;\lambda ^{+}\geqslant 0,\lambda ^{-}\geqslant 0.} Тоді за визначенням {\displaystyle E\lambda =E\lambda ^{+}-E\lambda ^{-}.} У тих точках, де обидва потенціали {\displaystyle E\lambda ^{+}(x),E\lambda ^{-}(x)} приймають нескінченні значення, цей потенціал є невизначеним.
Якщо міра {\displaystyle \lambda \geqslant 0} зосереджена на гладкій поверхні S, можна визначити й потенціал подвійного шару міри:
{\displaystyle {\frac {\partial E}{\partial n_{x}}}\lambda =\int \limits {\partial  \over \partial n_{y}}E(x,y)d\lambda (y).}
Потенціал міри є скінченним усюди в {\displaystyle \mathbb {R} ^{n},} за винятком точок полярної множини, множини зовнішньої ємності нуль. Якщо {\displaystyle E\lambda (x)=0} всюди, крім множини зовнішньої ємності нуль, то {\displaystyle \lambda =0}.
Якщо міра {\displaystyle \lambda \geqslant 0,\;\lambda \neq 0} зосереджена на множині ємності нуль, то  {\displaystyle \sup E\lambda (x)=+\infty }. Справджується наступний принцип максимуму:
{\displaystyle E\lambda (x)\leqslant \sup\{E\lambda (y):y\in \operatorname {supp} \lambda \}.}
Якщо звуження {\displaystyle \sup E\lambda (x)=+\infty } на {\displaystyle \operatorname {supp} \lambda } є неперервним (в узагальненому сенсі) в точці {\displaystyle x_{0}\in \operatorname {supp} \lambda }, то потенціал {\displaystyle E\lambda } є неперервним в точці {\displaystyle x_{0}} в {\displaystyle \mathbb {R} ^{n}.}
Потенціали міри зводяться до потенціалів щільності {\displaystyle \rho (x),\nu (x)}, тоді й тільки тоді, коли міра {\displaystyle \lambda } є абсолютно неперервною по мірі Лебега відповідно на G чи на S.

### Потенціал узагальненої функції
Якщо T — узагальнена функція, або розподіл, в {\displaystyle \mathbb {R} ^{n},} то потенціал розподілу визначається як згортка {\displaystyle E_{*}T,}, що є також узагальнено. функцією. Наприклад, якщо T —  фінітна узагальнена функція, то в сенсі узагальнених функцій виконується рівняння Пуассона:
{\displaystyle \Delta ET=-T.}
Потенціали мір можна розглядати як окремий випадок потенціалів розподілів.

## Застосування

### Вираження функцій через суми потенціалів
Нехай функція {\displaystyle \Phi (x)\in C^{2}(G\cup S),} де S — гладка поверхня класу {\displaystyle C^{2}.}
Тоді ця функція в області G рівна сумі об'ємного потенціалу і потенціалів простого і подвійного шару зі щільностями:
{\displaystyle \rho (y)=-\Delta \Phi (y);\;\mu (y)={\partial \Phi (y) \over \partial n_{y}};\;\nu (y)=-\Phi (y).}
Нехай функція {\displaystyle u(x)\in C^{1}(G\cup S),} де S — гладка поверхня класу {\displaystyle C^{2}} і {\displaystyle u(x)} є гармонічною в області G.
Тоді ця функція в області G рівна сумі потенціалів простого і подвійного шару зі щільностями:
{\displaystyle \mu (y)={\partial u(y) \over \partial n_{y}};\;\nu (y)=-u(y).}

### Внутрішня задача Діріхле
Знайти гармонічну в {\displaystyle G^{+}} функцію {\displaystyle u(x)\in C^{1}(G^{+}\cup S),} де {\displaystyle S\in C^{1,\alpha },\;\alpha \in (0,1)} ({\displaystyle C^{1,\alpha }} позначає умову Гельдера), що на границі S рівна деякій неперервній функції {\displaystyle f(x).}
Розв'язок цієї задачі можна записати у виді потенціалу подвійного шару
{\displaystyle u(x)=\int \limits _{S}\nu (y){\partial  \over \partial n_{y}}E(x,y)dS(y),}
де щільність є єдиним розв'язком інтегрального рівняння Фредгольма другого роду:
{\displaystyle \int \limits _{S}\nu (y){\partial  \over \partial n_{y}}E(x,y)dS(y)-1/2\nu (x)=f(x),\;x\in S.}

### Внутрішня задача Неймана
Знайти гармонічну в {\displaystyle G^{+}} функцію {\displaystyle u(x)\in C^{1}(G^{+}\cup S),} де {\displaystyle S\in C^{1,\alpha },\;\alpha \in (0,1)} ({\displaystyle C^{1,\alpha }} позначає умову Гельдера), що на границі S задовольняє граничній умові  {\displaystyle {\partial u(x) \over \partial n_{x}}=\varphi (x),} для деякої неперервної на S функції {\displaystyle \varphi (x),} що задовольняє необхідну умову ортогональності {\displaystyle \int _{S}\varphi (y)dS(y)=0.}
Розв'язок цієї задачі з точністю до константи можна записати у виді потенціалу простого шару
{\displaystyle u(x)=\int \limits _{S}\mu (y)E(x,y)dS(y)+C,}
де щільність є розв'язком інтегрального рівняння Фредгольма другого роду:
{\displaystyle \int \limits _{S}\mu (y){\partial  \over \partial n_{x}}E(x,y)dS(y)+1/2\mu (x)=\varphi (x),\;x\in S.}
Відповідне однорідне рівняння має нетривіальний розв'язок {\displaystyle \mu _{0},} а загальний розв'язок неоднорідного може бути записаним як {\displaystyle \mu (x)+c\mu _{0}(x),} де c — довільна константа.

### Зовнішня задача Діріхле
Знайти гармонічну в {\displaystyle G^{-},\;0\in G^{+}} функцію {\displaystyle u(x)\in C^{1}(G^{+}\cup S),} де {\displaystyle S\in C^{1,\alpha },\;\alpha \in (0,1)} ({\displaystyle C^{1,\alpha }} позначає умову Гельдера), що на границі S рівна деякій неперервній функції {\displaystyle f(x).} При цьому функція вважається регулярною на нескінченності:
{\displaystyle \lim _{|x|\to \infty }|x|^{n-2}u(x)=const.}
Розв'язок цієї задачі завжди існує є єдиним і його можна записати у виді:
{\displaystyle u(x)=\int \limits _{S}\nu (y){\partial  \over \partial n_{y}}E(x,y)dS(y)+{\frac {A}{|x|^{n-2}}},}
де A є константою, а щільність потенціалу є розв'язком інтегрального рівняння Фредгольма другого роду:
{\displaystyle \int \limits _{S}\nu (y){\partial  \over \partial n_{y}}E(x,y)dS(y)+1/2\nu (x)=f(x)-{\frac {A}{|x|^{n-2}}},\;x\in S.}

### Зовнішня задача Неймана
Знайти гармонічну в {\displaystyle G^{-},\;0\in G^{+}} функцію {\displaystyle u(x)\in C^{1}(G^{+}\cup S),} де {\displaystyle S\in C^{1,\alpha },\;\alpha \in (0,1)} ({\displaystyle C^{1,\alpha }} позначає умову Гельдера), що на границі S задовольняє граничній умові  {\displaystyle {\partial u(x) \over \partial n_{x}}=\varphi (x),} для деякої неперервної на S функції {\displaystyle \varphi (x).} При цьому функція вважається регулярною на нескінченності:
{\displaystyle \lim _{|x|\to \infty }|x|^{n-2}u(x)=const.}
При {\displaystyle n\geqslant 3} розв'язок цієї задачі існує і є єдиним, для {\displaystyle n=2} розв'язок (єдиний з точністю до додавання константи) існує лише коли {\displaystyle \int _{S}\varphi (y)dS(y)=0.}
Розв'язок цієї задачі можна записати у виді потенціалу простого шару
{\displaystyle u(x)=\int \limits _{S}\mu (y)E(x,y)dS(y),}
де щільність є розв'язком інтегрального рівняння Фредгольма другого роду:
{\displaystyle \int \limits _{S}\mu (y){\partial  \over \partial n_{x}}E(x,y)dS(y)-1/2\mu (x)=\varphi (x),\;x\in S.}
При {\displaystyle n\geqslant 3} розв'язок цього рівняння існує і є єдиним. Для {\displaystyle n=2} відповідне однорідне рівняння має нетривіальний розв'язок {\displaystyle \mu _{0},} а при виконанні необхідних умов неоднорідне рівняння має єдиний розв'язок для якого {\displaystyle \int _{S}\mu _{1}(y)dS(y)=0.}
Тоді загальний розв'язок можна записати як {\displaystyle \mu (x)=\mu _{1}(x)+c\mu _{0}(x),} де c — довільна константа.